# Galó (indumentària)
El galó és un passamà (un teixit en forma de cinta), fort i estret, de seda, llana o fil d'or o d'argent, que serveix principalment per a guarnir vestits i tapisseries.
En el camp militar, el terme galó pot designar un ornament o una insígnia.
Com a ornament, el galó militar és similar al civil. Galons d'aquesta mena eren, per exemple, les tires horitzontals, daurades o argentades, que sovint ornaven el pit de les casaques; i, també, els ornaments en forma de doble galó que formen part dels Kragenpatten alemanys. Avui dia els galons ornamentals es reserven per a uniformes de gala.
Com a tipus d'insígnia, el galó militar és una divisa (una insígnia de grau) que pot prendre dues formes:
- galó en barra (horitzontal, vertical, en diagonal o apuntada), o galó per antonomàsia. En aquesta accepció concreta, el català galó equival a l'anglès bar; a l'espanyol galón (o trencilla, si és en diagonal, i sardineta, si és apuntat); al francès galon; a l'italià barretta; al portuguès galão; al romanès galon; etc.
- galó en angle (o angle, galó en xebró), obert o tancat. Equival a l'anglès chevron; a l'espanyol galoncillo; al francès chevron; a l'italià gallone; al portuguès divisa; al romanès galon în formă d'unghi; etc., etc.

En molts exèrcits, els galons en barra han estat i són un dels tipus de divisa característics de l'oficialitat (l'altre tipus és l'estrella). Els galons en xebró, en canvi, són divisa característica de les classes de tropa i de certs graus de sotsoficialitat en molts exèrcits.
És característic de moltes armades que els galons tinguin terminació en nus (anglès loop, espanyol coca, francès boucle, italià giro di bitta, romanès inel).
En la parla col·loquial, els civils tendeixen a anomenar "galó" qualsevol tipus de divisa, abusivament.

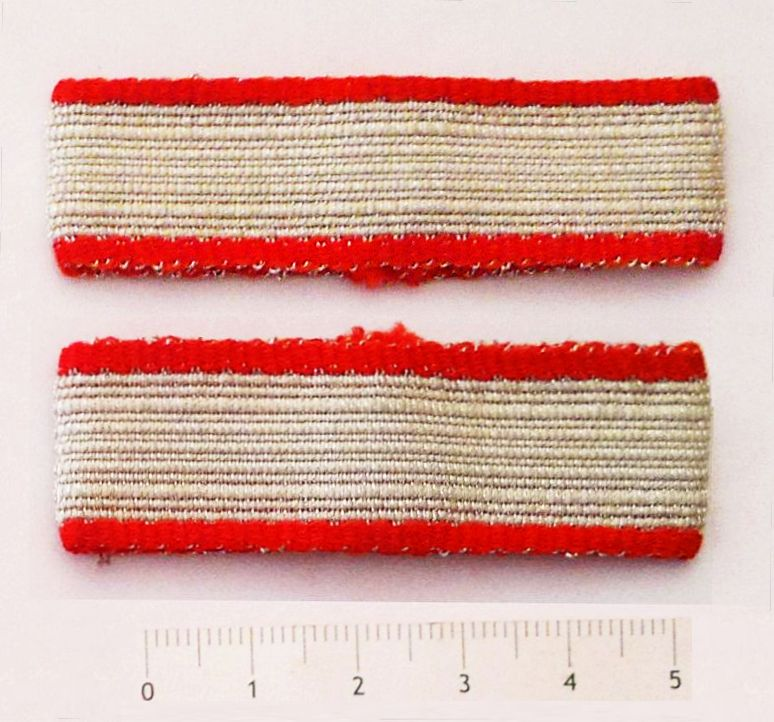
Galó platejat, divisa de musclera de caporal primer (Cos de Sanitat) de les Forces Armades d'Espanya. Circa 1978.
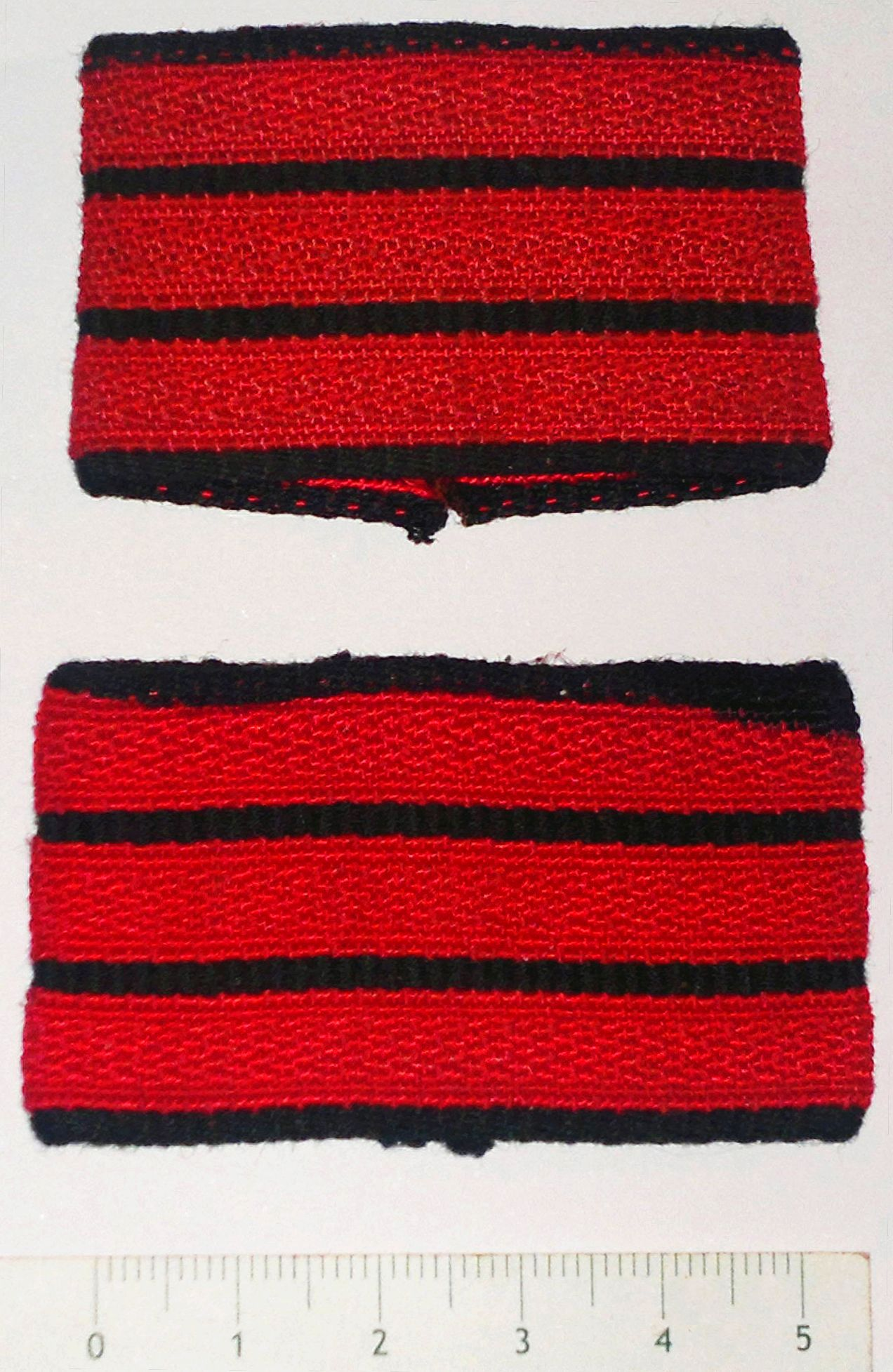
Galons vermells, divisa de musclera de caporal de les Forces Armades d'Espanya. Circa 1976.
Tres galons daurats, divisa de puny de capità de l'exèrcit portuguès.
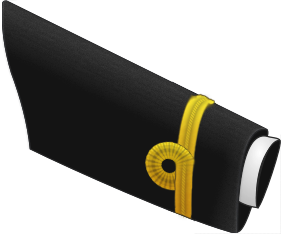
Galó de sotstinent de l'Armada canadenca, amb el característic nus.
Tres galons en xebró, divisa de musclera de sergent segon de l'exèrcit danès.